# 鐙口

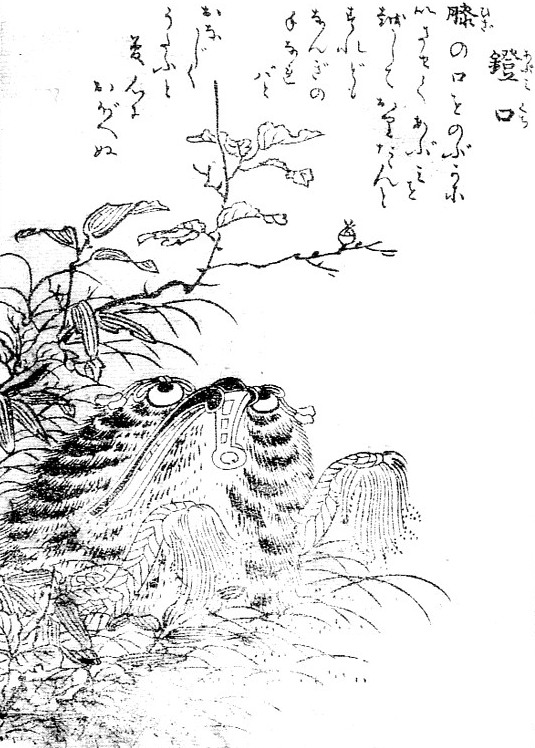
鳥山石燕画『百器徒然袋』より「鐙口」

鐙口（あぶみくち）は、鳥山石燕の妖怪画集『百器徒然袋』にある日本の妖怪。

## 概要
鐙（あぶみ、馬具のひとつ）の妖怪であり、鐙に口と目が生えた形をしている。『百器徒然袋』での解説文には、
とある。「膝の口を」以下「なんぎの手なれば」までの文章は能の『朝長』（ともなが）にある歌詞「膝の口をのぶかに射させて馬の太腹に射つけらるれば馬は頻りに跳ね上がれば鐙を越して下り立たんとすれども難儀の手なれば」を引いている。石燕の解説にはどうような妖怪かという描写はほぼなく、武将が戦死し野に捨てられたままの鐙が妖怪と化したものではないかと考えられている。また、石燕は鞍野郎とおなじ見開きに鐙口を描いており、この2体は『徒然草』に鞍など馬具について注意しろとする内容（186段）が登場することをモチーフにして創作されているとも考えられている。

妖怪漫画家・水木しげるの著書では、飼い主を待つ犬のように帰るはずのない主をいつまでも待ち続けていると解説されているが、『百器徒然袋』にはそのような伝承は述べられていない。